# Beaupuy (Gers)
Beaupuy è un comune francese di 196 abitanti situato nel dipartimento del Gers nella regione dell'Occitania.

## Società

### Evoluzione demografica
Abitanti censiti